# テトラヒドロビオプテリン
テトラヒドロビオプテリン（Tetrahydrobiopterin）、サプロプテリン（sapropterin）またはBH4は、フェニルアラニンをチロシンへ変換するフェニルアラニン-4-ヒドロキシラーゼ、チロシンをレボドパへ変換するチロシン-3-ヒドロキシラーゼ、そしてトリプトファンを5-ヒドロキシトリプトファンへ変換するトリプトファン-5-ヒドロキシラーゼの3種の酵素に必須な天然に生成する補因子である。また、一酸化窒素合成酵素(NOS)による一酸化窒素の合成にも必須である。

## 臨床での重要性
テトラヒドロビオプテリン合成と再生の欠乏はタイプIVのフェニルケトン尿症(PKU)および神経伝達物質（ドーパミンとセロトニン）の欠乏の原因となる。フェニルケトン尿症患者のフェニルアラニンの血中濃度の長期的な上昇は、知能の遅滞を含む過度の精神異常、小頭症、言語能力の遅滞、発作、異常行動に繋がる。
サプロプテリンはKuvanという商品名でテトラヒドロビオプテリン二塩酸塩の形で販売されている。これは、BioMarin社によって開発され、2007年12月13日にアメリカ食品医薬品局によって認可された。サプロプテリンはフェニルケトン尿症のためだけに合成された薬品である。Kuvanはフェニルアラニンの血中濃度を持続的に下げる効果がある。

## 生合成
テトラヒドロビオプテリンはGTPシクロヒドロラーゼI（EC 3.5.4.16)、6-ピルボイルテトラヒドロプテリンシンターゼ(EC 4.2.3.12)、セピアプテリンレダクターゼ(EC 1.1.1.153)の3つの酵素反応によってGTPから合成される

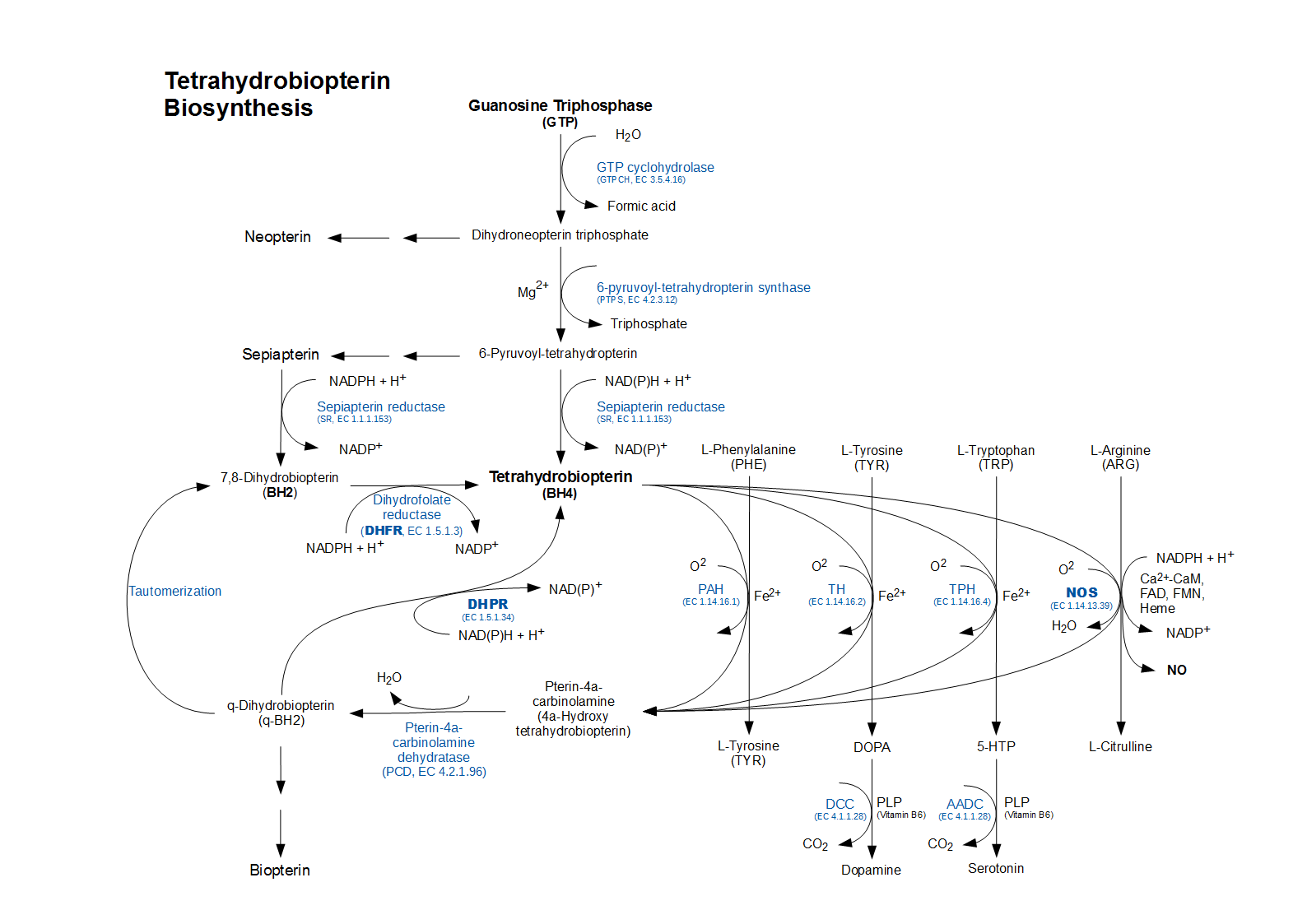
テトラヒドロビオプテリンの生合成とその再生経路

。

## 生化学機能
テトラヒドロビオプテリンは次の酵素の補因子(cofactor)である。
- L-トリプトファン (TRP)を 5-ヒドロキシトリプトファン (5-HTP)に変換するトリプトファン水酸化酵素  (TPH)。
- L-フェニルアラニン (PHE) を L-チロシン (TYR)に変換するフェニルアラニン水酸化酵素 (PAH)。
- L-チロシン (TYR) を L-ドーパ (DOPA)に変換するチロシン水酸化酵素 (TH)。
- 窒素 (N) を 一酸化窒素 (NO)に変換する一酸化窒素合成酵素 (NOS, Nitric oxide synthase)。
- 1-アルキル-sn-グリセロール を 1-ヒドロキシアルキル-sn-グリセロールに変換するアルキルグリセロールモノオキシゲナーゼ (AGMO)。

## 歴史
テトラヒドロビオプテリンはSeymour Kaufmanによって生物学的補因子として機能することが発見された。初めてテトラヒドロビオプテリンを使うことが分かった酵素はフェニルアラニンヒドロキシラーゼである。